# Falling Down (пісня Selena Gomez & the Scene)
«Falling Down» (укр. Падаєш) — пісня, записана американською поп-рок групою Selena Gomez & The Scene для її дебютного студійного альбому Kiss & Tell (2009). Реліз пісні відбувся 25 серпня 2009 року під лейблом Hollywood Records. Пісня була написана Тедом Брунером і Trey Vittetoe, які також продюсували трек; Джина Щок також взяла участь у написанні. Музично, «Falling Down» - це трек зі швидким темпом, в якому поєднуються елементи поп-музики, року та електро-року, і який включає потужне використання синтезаторів. У пісні Гомес висміює життя в Голлівуді та славу, хоча також можна вважати, що пісня про романтичні стосунки. Пісня вийшла на вибраних територіях, в Європі офіційний реліз пісні не відбувся.
Під час релізу треку «Falling Down» отримав змішані, більше позитивні, відгуки від критиків, одержавши похвалу за «рвучкість» і за «нахабний» вокал Гомес. Пісня стала першим чартом групи, потрапивши на Billboard Hot 100, де вона досягла піку під номером 82. В Японії вона увійшла у топ-двадцять, ставши найвищим досягненням групи на сьогоднішній день у цій країні. «Falling Down» був проданий тиражем більше 500 000 копій в одних тільки Сполучених Штатах. Прем'єра супровідного музичного відео відбулася 28 серпня 2009 року на каналі Disney Channel. На відео Гомес і її група виконують пісню на круглій чорній сцені, і показує різні кадри Гомес з фотосесії, а також, де вона співає пісню без групи.
Популярності «Falling Down» сприяли кілька живих виступів, в тому числі виступ у дев'ятому сезоні шоу Танці з зірками. Виступ отримав неоднозначну реакцію, також Гомес критикували за її вокальні здібності. Пісня була включена до сет-листу для всіх трьох турів групи: Selena Gomez & the Scene: Live in Concert (2009-10),  A Year Without Rain Tour (2010-11) і  We Own the Night Tour (2011-12). Трек з'являється на сольному збірнику хітів Гомес, For You (2014), поряд з іншими піснями у виконанні групи.

## Передумови створення
Після серії виступів з саундтреками і оригінальних записів для Disney Channel, Селена Гомес підписала контракт на п'ять альбомів з Hollywood Records на свій шістнадцятий день народження. Натхненна артистами, такими як Paramore і Forever the Sickest Kids, Гомес вирішила сформувати групу, а не випускати музику як сольний виконавець. Робота над альбомом почалася в 2008 році, повідомлялось, що Гомес розглядає до однієї сотні пісень для альбому. Тед Брунер, що працював з Hollywood Records з виконавицею Майлі Сайрус, був також залучений до роботи над проєктом. Джина Щок, яка отримала популярність як член The Go-Go's, що служила як натхнення для Гомес, працювала з багатьма піснями для запису. Брунер і Щок разом з Trey Vittetoe написали в співавторстві «Falling Down» для Гомес і її гурту. Брунер і Vittetoe продюсували пісню разом. Гомес особисто підтвердила 13 серпня з допомогою свого офіційного акаунту в Twitter, що «Falling Down» буде представлена через Radio Disney 21 серпня 2009 року. Сингл вийшов для цифрового завантаження в Сполучених Штатах і Канаді 25 серпня 2009 року. Вона отримала цифровий реліз в Австралії 25 вересня 2009. Пісня не мала офіційного релізу в європейських територіях.

## Композиція і прийняття критиків
«Falling Down» це рок-пісня, яка включає елементи електро-року, що характеризується використанням «агресивних» гітар і ряду барабанів, що підсилюються від «bloopy» синтезаторами. Білл Лемб з About.com зазначив, що здавалося,що пісня під впливом Авріл Лавін. Robert Copsey з Digital Spy сказав, що пісня звучить «підозріло схоже на Пінк "U + Ur Hand"».  Пісня встановлюється в загальний час і має темп 140 ударів в хвилину. Вона написана в тональності ре-мінор. Білл Лемб з About.com дав 4 з 5 зірок, сказавши, що пісня «чіпляє» і високо оцінюючи Гомес за «нахабний» вокал і її пісні. Критик з CBBC хвалив «захопливу лірику» в пісні, заявивши, що «ви будете носити її в голові протягом декількох днів!» Роб Перес з NocheLatina називав трек одним з найкращих у альбомі. Robert Copsey з Digital Spy сказав, що пісня і її текст звучали «ненатхненно».

Лірично, «Falling Down» може бути звинуваченням і має почуття жаги до не корисних відносин. Однак в інтерв'ю, Гомес заявила, що пісня зрештою, є висміювання життя Голлівуду і слави, що означає лише «Посміхнись на камеру, тому що всі навколо хочуть облити тебе брудом». Гомес далі докладно зупинилась на концепції пісні в інтерв'ю для Just Jared Jr., стверджуючи:
Пісня переважно про Голлівуд і про що люди думають і про те, що вони, по суті, як пластик іноді. Вона весела, і я думаю, що дівчата можуть почасти відноситись до неї, для мене це було через Голлівуд, але пісня дійсно може бути про звичайну дівчину, ексбойфренда, чи про кого-небудь.

## Позиції у чартах
Пісня дебютувала 12 вересня 2009 року в США у Billboard Hot 100 під номером 93. Пізніше піднялась на 82 місце. Вона стала першим синглом групи в чартах у Сполучених Штатах. На тому ж тижні, «Falling Down» також з'явилася на Canadian Hot 100, де дебютувала під номером 69. Пісня провела два тижні у чарті, опустившись на 82 місце протягом другого тижня. Трек знову увійшов у Billboard Hot 100 під номером 92 за тиждень, що завершився 9 січня 2010 р. Пісня вдалося досягти піку під номером 11 у чарті Australian Hitseekers Singles Chart. У чарті Japan Hot 100 трек «Falling Down» дебютував на 24 місці 6 березня 2010. Через тиждень він досяг максимуму - 15-го місця у чарті. Станом на липень 2015 року, було продано 576,000 копій пісні в США.

## Музичне відео

Selena Gomez & the Scene на чорній круглій сцені у кліпі на пісню «Falling Down».

Музичне відео до «Falling Down», режисер Кріс Дулі, було вперше показане на каналі Disney Channel після фільму Wizards of Waverly Place: The Movie 28 серпня 2009. Кліп став доступний для придбання на iTunes на наступний день.
Музичне відео починається з кадрів Гомес, яка співає перші рядки пісні, «whoa, whoa», і яскраві вогні світять на неї; вона одягнена в сіру майку, чорне трико і бутси і має довге каштанове волосся. Потім, інша частина групи, яка складається з чотирьох хлопців, бачать, як Гомес танцює і хитає головою. Фон в кліпі - це велика проєкція візерункових геометричних фігур, які постійно змінюють свій колір. Потім показано кадри Гомес під час фотосесії, яка одягнена у білу майку і спідницю з візерунком у зебру. У міру того як сюжет відео просувається Гомес і решта учасників групи співають, танцють, грають на інструментах з використанням реквізиту. Гомес тримає дзеркало і пластикові троянди, які вона потім викидає геть, в поєднанні з словами пісні. Відео закінчується кадрами Гомес, яка вклоняється, все ще тримаючи свій мікрофон.

## Виступи наживо
Гурт Selena Gomez & the Scene вперше представив пісню наживо в дев'ятому сезоні шоу Танці з зірками. Під час виступу, професіональні танцівники Дерек Хаф і Карина Смірнофф. Тамара Брукс з Zap2it так прокоментувала виступ: «Пісня захоплює, але Селена відчуває себе повністю комфортно на сцені, на мою думку. Виступ дуже... відрепертируваний. Але танець був неймовірний». Крім того, група витупала з піснею на багатьох концертах в 2009-2010 роках, включаючи їхні House of Blues Tour, Kiss & Tell Tour та Fairs & Festivals tour.

## Трек-лист
- Цифрове завантаження

1. «Falling Down» — 3:05.

## Автори і персоналії
- Соліст: Селена Гомес
- Автори пісні: Тед Брунер, Trey Vittetoe, Джина Щок
- Продюсування: Ted Bruner, Trey Vittetoe
- Міксинг: Кліф Норрел

## Чарти
| Чарти (2009-10)      | Максимальний результат |
| -------------------- | ---------------------- |
| Canadian Hot 100     | 69                     |
| Japan Hot 100        | 15                     |
| US Billboard Hot 100 | 82                     |

### Продажі
| Регіон     | Сертифікація | Продажі |
| ---------- | ------------ | ------- |
| США (RIAA) | N/A          | 576000  |

## Історія релізу
| Країна    | Дата            | Формат               |
| --------- | --------------- | -------------------- |
| Канада    | 25 серпня 2009  | Цифрове завантаження |
| США       | 25 серпня 2009  | Цифрове завантаження |
| Австралія | 25 вересня 2009 | Цифрове завантаження |